# Myakalzeri, Ron
Myakalzeri là một làng thuộc tehsil Ron, huyện Gadag, bang Karnataka, Ấn Độ.